# Emarginulinae
Emarginulinae zijn een onderfamilie van weekdieren uit de klasse van de Gastropoda (slakken).

## Geslachten
- Agariste Monterosato, 1892
- Altrix Palmer, 1942
- Arginula Palmer, 1937
- Buchanania Lesson, 1831
- Clathrosepta McLean & Geiger, 1998
- Clypidina Gray, 1847
- Emarginella Pilsbry, 1891
- Emarginula Lamarck, 1801
- Entomella Cossmann, 1888 †
- Fissurisepta Seguenza, 1863
- Laeviemarginula Habe, 1953
- Laevinesta Pilsbry & McGinty, 1952
- Manganesepta McLean & Geiger, 1998
- Montfortula Iredale, 1915
- Palaeoloxotoma Hansen, 2019 †
- Parmaphorella Strebel, 1907
- Pupillaea Gray, 1835
- Rixa Iredale, 1924
- Scelidotoma McLean, 1966
- Scutus Montfort, 1810
- Stromboli Berry, 1954
- Tugali Gray, 1843
- Tugalina Habe, 1953
- Vacerrena Iredale, 1958

### Taxon inquirendum
- Clypidella Swainson, 1840
- Rimulanax Iredale, 1924

### Synoniemen
- Aviscutum Iredale, 1940 => Scutus Montfort, 1810
- Entomella Cotton, 1945 => Emarginula Lamarck, 1801
- Loxotoma P. Fischer, 1885 † => Palaeoloxotoma Hansen, 2019 †
- Nannoscutum Iredale, 1937 => Scutus Montfort, 1810
- Notomella Cotton, 1957 => Emarginula Lamarck, 1801
- Parmophoridea Wenz, 1938 => Parmaphorella Strebel, 1907
- Parmophorus Blainville, 1817 => Scutus Montfort, 1810
- Plagiorhytis P. Fischer, 1885 => Montfortula Iredale, 1915
- Rimularia Bronn, 1838 => Rimula Defrance, 1827
- Scutum P. Fischer, 1885 => Scutus Montfort, 1810
- Semperia Crosse, 1867 => Emarginula Lamarck, 1801
- Subzeidora Iredale, 1924 => Emarginula (Subzeidora) Iredale, 1924
- Tugalia Gray, 1857 => Tugali Gray, 1843
- Vacerra Iredale, 1924 => Vacerrena Iredale, 1958
- Variegemarginula McLean, 2011 => Montfortula Iredale, 1915